# エルセン・マルティン
エルセン・マルティン（Ersen Martin, 1979年5月23日 - 2024年3月19日）は、ドイツ・バイエルン州マルクトレドヴィッツ出身トルコ系ドイツ人で元トルコ代表の元サッカー選手。ポジションはフォワード。

## 人物・特徴
ドイツ人の父とトルコ人の母の間に生まれる。弟のエルカンは1.FCニュルンベルクに在籍している。
恵まれた体格を持つ大型センターフォワード。U-19、U-21トルコ代表を経験しているが、トルコA代表ではフォワード陣の層が厚いこともあってあまり縁がない。

## 経歴
1.FCニュルンベルクユースを経て、1998年にトップチームに昇格。1999年に母の祖国であるトルコに渡り、その後はトルコ国内のクラブを渡り歩いた。
2007年夏、スペインのレクレアティーボ・ウェルバへの移籍が決まったが、当時在籍していたトラブゾンスポル側が引渡しを拒否するという事態が起こった。その後FIFAの介入もあり、契約から約2ヶ月後の10月20日にウェルバに無事入団した。しかし、2007-08シーズンは9試合225分間の出場に終わった。2008-09シーズンは16試合に出場したが、先発出場は1試合のみだった。チームは20位でセグンダ・ディビシオンに降格した。2009年7月、UEFAチャンピオンズリーグ予選に出場するスィヴァススポルに移籍した。
晩年は大動脈破裂のため、イズミルの病院で治療を受けていた。2024年3月10日に気管挿管を受けても、3月19日までに死去。44歳没。